# Megarenia obliqualis
Megarenia obliqualis là một loài bướm đêm trong họ Noctuidae.